# Andrew Taylor (scrittore)
Andrew Taylor (Anglia orientale, 14 ottobre 1951) è uno scrittore britannico di romanzi polizieschi e storici.

## Biografia
Nato nel 1951 nell'Anglia orientale, ha studiato all'Emmanuel College di Cambridge prima di ottenere un M.A. in scienza librarie all'University College di Londra.
Editore freelance, bibliotecario, operaio e insegnante, ha esordito nel 1982 con il romanzo Caroline Minuscule, una moderna caccia al tesoro avente per protagonista lo studente di storia William Dougal che gli ha valso il CWA New Blood Dagger nello stesso anno ed è proseguita in altre sette avventure.
Autore di numerosi romanzi gialli, storici e per ragazzi, è l'unico scrittore ad aver vinto l'Ellis Peters Historical Award tre volte e nel 2009 è stato premiato con il Cartier Diamond Dagger alla carriera.
Sposato con due figli, ha vissuto molti anni a Coleford, nella Foresta di Dean al confine tra Inghilterra e Galles.

## Opere principali

### Serie Dougal
- Caroline Minuscule (1982)
- Waiting for the End of the World (1984)
- Our Fathers' Lies (1985)
- An Old School Tie (1986)
- Freelance Death (1987)
- Blood Relation (1990)
- The Sleeping Policeman (1992)
- Odd Man Out (1993)

### Serie Blaines
- La seconda mezzanotte (The Second Midnight, 1987), Milano, Mondadori, 1988 traduzione di Lidia Perria ISBN 88-04-31224-6.
- Blacklist (1988)
- Toyshop (1990)

### Serie Lydmouth
- An Air That Kills (1994)
- The Mortal Sickness (1995)
- The Lover of the Grave (1997)
- The Suffocating Night (1998)
- Where Roses Fade (2000)
- Death's Own Door (2001)
- Call the Dying (2004)
- Naked to the Hangman (2006)

### Trilogia Roth
- The Four Last Things (1997)
- The Judgement of Strangers (1998)
- The Office of the Dead (2000)

### Serie Edward Savill
- The Scent of Death (2013)
- The Silent Boy (2014)

### Serie James Marwood
- Le ceneri di Londra (Ashes of London, 2016), Vicenza, Beat, 2020 traduzione di Alessandra Petrelli ISBN 88-65-59696-1.
- The Fire Court (2018)

### Altri romanzi
- Hairline Cracks (1988)
- The Private Nose (1989)
- Snapshot (1989)
- Double Exposure (1990)
- The Raven on the Water (1991)
- Negative Image (1992)
- The Barred Window (1993)
- The Invader (1994)
- Il ragazzo americano (The American Boy, 2003), Milano, Nord, 2006 traduzione di Roldano Romanelli ISBN 88-429-1439-8.
- A Stain on The Silence (2006)
- Bleeding Heart Square (2008)
- Anatomia dei fantasmi (The Anatomy of Ghosts, 2010), Roma, Castelvecchi, 2012 traduzione di Lorenzo Bertolucci ISBN 978-88-7615-665-6.

### Racconti
- Waiting For Mr Right (2012)
- The Long Sonata of the Dead (2013)
- Broken Voices (2014)
- Silent Wounds (2014)
- Fireside Gothic (2016)

### Romanzi firmati Andrew Saville
- Bergerac Is Back (1985)
- Crimes of the Season (1985)
- Bergerac and the Fatal Weakness (1988)
- Bergerac and the Jersey Rose (1988)
- Bergerac and the Traitor's Child (1989)
- Bergerac and the Moving Fever (1990)

## Televisione
- Fallen Angel miniserie televisiva (2007) (soggetto basato sulla Trilogia Roth)

## Premi e riconoscimenti
- CWA New Blood Dagger: 1982 per Caroline Miniscule
- Ellis Peters Historical Award: 2001 per The Office of the Dead, 2003 per Il ragazzo americano, 2013 per The Scent of Death
- Cartier Diamond Dagger: 2009 alla carriera
- Martin Beck Award 2009 per Bleeding Heart Square